# Siegfried Treichel
Siegfried Rüdiger Treichel (* 23. März 1932 in Groß Tychow, Kreis Belgard; † 17. Juli 2022 in Recklinghausen) war ein deutscher Facharzt für Neurologie, Psychiatrie und Psychotherapie, der seit 1966 als Standespolitiker auf regionaler, bundesdeutscher und europäischer Ebene in verschiedenen Verbänden und Körperschaften für die Interessen der Ärzte und Patienten tätig gewesen war.

## Leben und ärztliche Tätigkeit
Siegfried Treichel wuchs bis zu seinem 12. Lebensjahr in Naugard in Pommern auf und besuchte das Gymnasium in Gollnow. Im März 1945 flüchtete die Familie kriegsbedingt in die Nähe von Stade. 1951 legte er dort am Athenaeum das Abitur ab. Von 1951 bis 1956 studierte er Medizin an den Universitäten Bonn, Freiburg, Düsseldorf, München, Berlin und Heidelberg.
1954 und 1955 verbrachte er zwei Auslandsfamulaturen am Karolinska Institute in Stockholm. Das Studium schloss er 1956 mit dem Staatsexamen an der Universität Heidelberg ab. Es folgte 1957 die Promotion zum Doktor der Medizin an der Universität Bonn sowie 1957–1958 eine Assistenzarztzeit am Universitätsklinikum Hamburg-Eppendorf.
1958 wechselte Treichel in die USA, wo er zunächst das amerikanische medizinische Staatsexamen absolvierte und dann die Facharztausbildung in Psychiatrie, Neurologie und tiefenpsychologischer Psychotherapie begann. 1960 wurde er zur wissenschaftlichen Weiterbildung an der Mayo Clinic in Rochester zugelassen, entschied sich aber gegen eine akademische Laufbahn und wechselte an das gemeindepsychiatrisch ausgerichtete Eastern State Hospital in Williamsburg, das 1773 als erstes Krankenhaus der USA für die ausschließliche Behandlung von psychisch Kranken gegründet worden war. 1963 wurde Treichel dort zum Chefarzt berufen.
1965 kehrte er zurück nach Deutschland, zunächst erneut nach Hamburg, an die neurologische Abteilung des Universitätsklinikums, dann war er kurzzeitig auch ärztlicher Leiter an der psychiatrischen Privatklinik Dr. Heines in Bremen. Zu dieser Zeit suchte die Kassenärztliche Vereinigung Westfalen-Lippe für die Stadt und den Landkreis Recklinghausen im nördlichen Ruhrgebiet dringend einen ambulanten Nervenarzt. Strukturbedingt gab es dort Ärztemangel und ambulant sowie an den Krankenhäusern keinen Psychiater oder Neurologen. Der Bedarf in der Region mit über 600.000 Einwohnern war jedoch sehr hoch. 1966 entschied Treichel, sich dort in eigener Arztpraxis niederzulassen und die konsiliarische Betreuung der Krankenhäuser des Landkreises zu übernehmen. Sein Verdienst ist u. a., dass sich in der Folge auch andere Nervenärzte in der Region ansiedelten.
Treichel war früh an neuen Formen ambulanter medizinischer Versorgung interessiert und plante als einer der ersten Ärzte in Deutschland den Neubau eines barrierefreien Ärztehauses, um die Behandlung von Patienten durch verschiedene ambulante Fachärzte unter einem Dach zu realisieren. Dabei arbeiteten die Ärzte teilweise auch in der neuen Kooperationsform der Praxisgemeinschaft zusammen. Das Ärztehaus wurde 1980 eröffnet und war damit Vorreiter einer Entwicklung, die heute als Erfolgsmodell gilt. Treichel praktizierte dort selbst in einer Gemeinschaftspraxis als Neurologe und Psychiater bis zu seinem ärztlichen Ruhestand 1998 und war regelmäßig fachärztlicher Gutachter im Auftrag von Behörden, Unternehmen und Gerichten. Er war verheiratet mit der Nervenärztin Jutta Treichel und hatte drei Söhne. Er starb im Alter von 90 Jahren in Recklinghausen.

## Berufs- und Standespolitik
Seit 1968 ist Treichel Mitglied des Hartmannbundes, des Verbandes der Ärzte Deutschlands, und war langjährig Landesdelegierter. Bereits 1966 trat er dem Berufsverband Deutscher Nervenärzte (BVDN) e.V. bei. Sein Engagement galt vor allem dem Landesverband Westfalen-Lippe, der sich mit dem Bielefelder Psychiater Wolf Weinland an der Spitze 1968 politisch u. a. gegen einen umstrittenen Gesetzentwurf und gegen „staatliche Eingriffe in bürgerliche Rechte“ einsetzte und damit medial deutschlandweit sehr präsent war. Weinland wurde Bundesvorsitzender, sodass Treichel 1972 den Landesvorsitz übernahm, den er dann bis 1989 innehatte. Um den Austausch zwischen Kliniken und Praxisärzten zu verbessern, kooptierte er auch Chefärzte in den Berufsverband, u. a. Rainer Tölle, den Leiter der psychiatrischen Universitätsklinik Münster und Matthias Gottschaldt, den Gründer der Oberbergkliniken. Mit ihnen organisierte er jährliche Fortbildungsveranstaltungen, z. B. in Bad Salzuflen und auf Borkum.
Ab 1975 war er an den Verhandlungen zur Reformierung des bundesdeutschen Vergütungssystems für Kassenärzte (EBM) beteiligt, das 1977 per Bundesgesetz in Kraft trat und in seiner Grundstruktur bis heute gültig ist.
1976 wurde Treichel in den Vorstand der Kassenärztlichen Vereinigung Westfalen-Lippe (KVWL) gewählt. Die Körperschaft des öffentlichen Rechts, mit Sitz und Verwaltung in Dortmund, ist in staatlichem Auftrag für die Sicherstellung, Honorarverteilung und Qualitätssicherung der gesamten medizinischen Versorgung durch die ca. 15.000 ambulant tätigen Ärzte in Westfalen zuständig. Als Vorstandsmitglied verantwortete Treichel im Laufe der Jahre verschiedene Aufgabenbereiche, u. a. die Vertragsverhandlungen mit den Krankenkassen sowie das Prüfwesen und die ärztliche Weiterbildung. Von 1976 bis 1992 war Treichel auch Vorstandsmitglied der Akademie für ärztliche Fortbildung der Ärztekammer Westfalen-Lippe in Münster. Während dieser Zeit prägte er die Entwicklung des Fortbildungsangebots der Ärztekammer und war bis zu seinem Ruhestand auch Facharztprüfer. Als Vorstand leitete er zusammen mit dem Ordinarius Rainer Tölle und dessen Oberarzt Gerhard Buchkremer innovative Veränderungen ein und eröffnete für Kassenärzte erstmals die Möglichkeit, sich berufsbegleitend in Psychotherapie weiterbilden zu lassen. Dadurch wurde die Zahl der niedergelassenen Psychotherapeuten für die Versorgung von Patienten langfristig deutlich erhöht.
Nach dem Fall der Mauer 1989 war Treichel vorübergehend beratend für die Einleitung des (Wieder-)Aufbaus kassenärztlicher Strukturen im zukünftig neuen Bundesland Brandenburg zuständig.
1992 schied er nach 16 Jahren aus dem Vorstand der Kassenärztlichen Vereinigung und der Akademie für Ärztliche Fortbildung aus. Nach seiner Pensionierung fungierte er noch bis 2015 als vom Vorstand bestellter Wahlleiter und zeichnete für die ordnungsgemäße Vorbereitung und Durchführung der Wahlen der Körperschaft verantwortlich.

## Europäisches Engagement
Seit seiner Ausbildung in den USA war es für Treichel von großer Bedeutung, den internationalen Austausch der Nervenärzte zu fördern. Er organisierte mehrfach Studienreisen für Mitglieder des Berufsverbandes in andere Länder. 1988, im Zeichen von Glasnost, initiierte er zusammen mit einem russischen Kollegen und nach Absprache und Genehmigung durch das Gesundheitsministerium der UdSSR eine zweiwöchige Studienreise von 20 deutschen Neurologen und Psychiatern in führende, nicht öffentliche nervenärztliche Einrichtungen der Sowjetunion, u. a. das Zentrum für psychische Gesundheit in Moskau und das Bechterew-Institut in Sankt Petersburg (1988: Leningrad). Dies war zur damaligen Zeit des Eisernen Vorhangs sehr ungewöhnlich, die Reise und die anschließende Berichterstattung wurden teilweise kritisch rezipiert.
Ab 1994 war er der Vertreter der deutschen Psychiater in der Facharztvereinigung der europäischen Union (European Union of Medical Specialists) mit Sitz in Brüssel, zusammen mit dem späteren Ordinarius Fritz Hohagen. Er gehörte dem European Board of Psychiatry bis 2001 an. Hier war er insbesondere in die Entwicklung von gemeinsamen europäischen Behandlungsstandards und Richtlinien für die Harmonisierung der psychiatrischen Ausbildung in den Ländern Europas eingebunden.

## Ehrenamtliches Engagement
Seit 1994 ist Treichel ehrenamtlicher Ombudsmann der Kassenärztlichen Vereinigung Westfalen-Lippe.
Bis 2005 war er ehrenamtlicher Richter am Berufsgericht für Heilberufe des Verwaltungsgerichts des Landes Nordrhein-Westfalen in Münster.

## Trivia
Der Schauspieler, Komiker und Entertainer Hape Kerkeling schildert in seiner 2014 erschienenen Bestseller-Autobiographie Der Junge muss an die frische Luft Treichel unter seinem Klarnamen als verständnisvollen Neurologen, der 1972 bei dem mit häufigen Kopfschmerzen erkrankten Schüler erstmals eine Migräne diagnostiziert und ihm empfiehlt „die Schule mal nicht ganz so ernst zu nehmen“.

## Auszeichnungen
Für seine Verdienste um die Gestaltung der ambulanten medizinischen Versorgung und die Weiterbildung der Ärzte erhielt Siegfried Treichel zahlreiche Auszeichnungen:
- 1992 Ernst-von-Bergmann-Plakette der Bundesärztekammer für Verdienste um die ärztliche Fortbildung
- 1994 Ehrenvorsitzender des Berufsverbandes Deutscher Nervenärzte - Landesverband Westfalen[10]
- 1998 Verdienstkreuz am Bande des Verdienstordens der Bundesrepublik Deutschland[11]
- 1998 Wilhelm-Berghoff-Medaille des Hartmannbundes für besondere Verdienste in der Gesundheits- und Sozialpolitik
- 2005 Dankurkunde des Landes Nordrhein-Westfalen für die Tätigkeit am Berufsgericht für Heilberufe
- 2012 Rolf-Schlingmann-Ehrenmedaille in Gold der Kassenärztlichen Vereinigung Westfalen-Lippe für Verdienste um den ärztlichen Beruf und dessen Ansehen in der Öffentlichkeit[3]

Andere:
- 2002 wurde ihm von Gouverneur Paul E. Patton der Ehrentitel Kentucky Colonel verliehen, die höchste Auszeichnung für ziviles Engagement des US-Bundesstaates Kentucky.